# Slava Tsukerman
Vladislav "Slava" Tsukerman (Rus: Сла́ва (Владисла́в Менделе́вич) Цукерма́н; març nascut 9, 1940) és un director de cinema rus d'origen jueu. Va néixer a la Unió soviètica, on va viure fins que el 1973 va emigrar amb la seva dona a Israel. El 1976 es van traslladar a la Ciutat de Nova York. És conegut per haver produït, dirigit i escrit el guió de la pel·lícula de 1982 Liquid Sky, que esdevindria una obra de culte. També ha dirigit el documental Stalin's wife, sobre la vida de Nadezhda Alliluyeva i la pel·lícula de 2008 Perestroika.